# Колд Лейк (град)
Колд Лейк е град в Канада, в североизточната част на провинция Алберта. Има население от 14 961 жители (по данни от 2016 г.).

## География
Колд Лейк се намира близо до границата между провинциите Алберта и Саскачеван, на 300 км североизточно от Едмънтън. Районът около града е рядко населен и е зает главно от земеделски земи. На север от града е разположена най-голямата база на Военновъздушните сили на Канада – Canadian Forces Base Cold Lake. На летището се приемат и граждански полети (редовна линия до Калгари).
Близо до града се намира езерото Колд Лейк. Това обуславя наличието на голям брой къмпинги и туристически пътеки в околността.